# Монастир святого Йосафата (Глен-Коув)
40°53′40″ пн. ш. 73°36′59″ зх. д. / 40.8944° пн. ш. 73.6164° зх. д.
Має́ток Джо́на О́лдреда, також відомий як монасти́р Святого Йосафа́та — історичний маєток, розташований у Латтінгтауні в окрузі Нассау, Нью-Йорк. Був спроектований у 1916 році архітектором Бертрамом Гудх'ю. Ландшафтний дизайн було спроектовано братами Олмстед, для керівника комунального підприємства Джона Едварда Олдреда.
Маєток складається з головної резиденції, відомої як Ормстон, приміщення наглядача, курника, стайні з вальмовим дахом, оранжерея та зимовий сад, гараж, підсобний сарай, садовий сарай, альтанку і дві сторожки. Головний будинок являє собою житло в стилі Тюдорівського відродження, побудований з довільного вапняку з виробленим кар'єром і покритий важким шифером. Чин святого Василія Великого придбав нерухомість у 1944 році.
Був занесений до Національного реєстру історичних місць у 1979 році.